# Theopompa tosta
Theopompa tosta är en bönsyrseart som beskrevs av Carl Stål 1877. Theopompa tosta ingår i släktet Theopompa och familjen Liturgusidae. Inga underarter finns listade i Catalogue of Life.